# إيلام جاي
إيلام جاي (بالإنجليزية: Elam Jay)‏ هو فنان سويسري من أصل مغربي، كاتب وملحن ومغنٍ وراقص وممثل وموزع ومخرج.

## السيرة الذاتية
ولد ايلام جاي بالدار البيضاء وترعرع بها، تأثر منذ صغره بعالم البوب والثقافات العربية والإسبانية فاتخد أبرع الفنانين قدوه له، علم نفسه بنفسه، وعلى تتالي النجاحات التي عرفتها أغانيه، مورينا، آه يا ليل، كناوا تون، وآخرها سانشاين.

## أعماله الفنية
- مورينا [6]
- سانشاين [7]
- هيجنني [8][9][10]
- آنجلينا [11][12][13]

## روابط خارجية
- إيلام جاي على موقع ميوزك برينز (الإنجليزية)